# District judiciaire de Sepúlveda
Le district judiciaire de Sepúlveda est l'un des cinq districts judiciaires qui composent la province de Ségovie en Castille-et-León, dans le centre de l'Espagne. La capitale est Sepúlveda.

## Communes
- Aldealcorvo
- Aldealengua de Pedraza
- Aldeasoña
- Aldeonte
- Arahuetes
- Arcones
- Arevalillo de Cega
- Barbolla
- Bercimuel
- Boceguillas
- Cabezuela
- Calabazas de Fuentidueña
- Cantalejo
- Carrascal del Río
- Casla
- Castillejo de Mesleón
- Castro de Fuentidueña
- Castrojimeno
- Castroserna de Abajo
- Castroserracín
- Cerezo de Abajo
- Cerezo de Arriba
- Cobos de Fuentidueña
- Condado de Castilnovo
- Cuevas de Provanco
- Duruelo
- Encinas
- Fresno de la Fuente
- Fuenterrebollo
- Fuentesoto
- Fuentidueña
- Grajera
- Maderuelo
- Laguna de Contreras
- Matabuena
- La Matilla
- Navafría
- Navalilla
- Navares de Ayuso
- Navares de Enmedio
- Navares de las Cuevas
- Orejana
- Pajarejos
- Pedraza
- Prádena
- Puebla de Pedraza
- Rebollo
- Sacramenia
- San Miguel de Bernuy
- San Pedro de Gaíllos
- Santa Marta del Cerro
- Santo Tomé del Puerto
- Sebúlcor
- Sepúlveda
- Sotillo
- Torreadrada
- Torre Val de San Pedro
- Urueñas
- Valle de Tabladillo
- Valleruela de Pedraza
- Valleruela de Sepúlveda
- Valtiendas
- Ventosilla y Tejadilla